# Виминал
Виминал (лат. Collis Viminalis, ит. Viminale) е най-малкият от прочутите седем хълма на Рим. За първи път е вкаран в пределите на града от Сервий Тулий. В императорския период влиза в състава на квартал Alta Semita. На него се намират и големите терми на Диоклециан, както и съвременния Teatro dell'Opera.